# Комплекс зграда: суд, скупштина општине и пошта у Петровцу на Млави
Комплекс зграда: суд, скупштина општине и пошта у Петровцу на Млави је подигнута у периоду од 1900. до 1908. године као административни центар Млавског среза. Комплекс као целина представља непокретно културно добро као споменик културе.

## Настанак
На десној обали реке Млаве, на терену који лежи преко пута села Свине, 1859. године основано је село, које је недуго затим постало варош Петровац. Насеље је добило назив по имену тадашњег државног саветника Петровића, личног пријатеља књаза Милоша. Овај комплекс импозантних димензија, поготово за време у коме је настао, чиниле су управне зграде Првостепеног суда, Општине и Поште.

## Зграда суда
Зграда суда је саграђена у масивном конструктивном систему са зидовима изведеним од опеке. Састоји се од подрума, високог приземља, спрата и поткровног простора. Функционално-организациона шема овог објекта је заснована на угаоном решењу главног улаза и централно постављеним степеништем од кога се рачвају бочни, улични трактови наглашене хоризонталне елевације. На месту додира два улична тракта, хоризонтални ток је умирен формирањем овалног прочеља нешто тежих пропорција. Изнад кровног венца прочеља, као главне архитектонске доминанте објекта, и бочних ризалита који својом позицијом наглашавају његов значај, у највишим зонама објекта изведена је складна атика са елементима од кованог гвожђа. У смислу поседовања стилских одредница, зграда Суда је пројектована и изведена у складу са основним начелима академизма уз истовремену примену првостепене и другостепене декоративне пластике, изведене у духу сецесије.
Сходно намени зграде, у ликовности и архитектонском изразу њених фасада у целости, истовремено је у пуној мери остварен складан однос између репрезентативне ликовности и мирне строгости.

## Зграда општине
Зграда општине је пројектована по истом архитектонском принципу и са истом функционално организационом шемом, међусобним пропорцијама, геометријском концепцијом и декоративном пластиком које су примењене у обликовању фасада, зграде Суда. У односу на осу симетрије простора у оквиру кога се налази комплекс, а која је управна на улицу Српских Владара, на регулационим линијама улица Српских Владара и Даворјанке Пауновић, по истим архитектонским принципима који су примењени код зграде Суда, скоро као њен лик у огледалу, подигнута је зграда Општине. 
У ликовно обликовном смислу, зграда Општине је одредила суштину истородности архитектуре овог комплекса управних зграда који је заокружен (у целости) изградњом објекта Старе поште.

## Зграда старе поште
Зграда старе поште се налази између два улична тракта зграда Суда и Општине и својом централном позицијом је затворила уличну страну блока. Из функционално-организационе шеме објекта, развијена је основа скоро квадратног облика. Тешка форма, која би проистекла из облика основе и пуних вертикалних габарита објекта, складно је олакшана дубоким повлачењем централног дела спрата од улице према унутрашњости блока. Вешто изведеним смицањем зидова, у приземљу је формиран плитки централни ризалит изнад кога је отворена пространа тераса. Ова тераса, која заједно са ризалитом представља главну архитектонску доминату објекта, изведена је идентично са кровним атикама зграда Суда и Општине. У смислу поседовања стилских одредница, уз истовремено пуно поштовање начела академизма, зграда Старе поште изведена је у духу сецесије, истородно са објектима Суда и Општине. Њеном изградњом завршено је стилско усаглашавање свих објеката који се налазе у оквиру комплекса. 